# Etta Candy
Pour les articles homonymes, voir Candy.
Etta Candy est un personnage de fiction créé en 1942 par l'Américain William Moulton Marston pour le comic book Sensation Comics des éditions DC Comics.
Dans les histoires de l'âge d'or des comics, Etta Candy est une étudiante qui est la meilleure amie humaine de Wonder Woman. Elle est moins utilisée dans les décennies suivantes.
Etta Candy redevient un personnage important à partir de 1987 lorsque le scénariste George Pérez en fait, après Crisis on Infinite Earths, une agente des services secrets américains et ancienne pilote de chasse.

## Autres médias
Etta Candy est pour la première fois interprétée devant la caméra par Beatrice Colen, lors de la première saison de la série Wonder Woman, diffusée en 1975.
Le personnage est joué pour la première fois au cinéma, des années plus tard, par l'actrice Lucy Davis dans le film Wonder Woman de 2017.